# Uvalda
La ville d’Uvalda est située dans le comté de Montgomery, dans l’État de Géorgie, aux États-Unis.

## Démographie
| 1920 | 1930 | 1940 | 1950 | 1960 | 1970 |
| ---- | ---- | ---- | ---- | ---- | ---- |
| 240  | 513  | 592  | 511  | 589  | 663  |

| 1980 | 1990 | 2000 | 2010 | - | - |
| ---- | ---- | ---- | ---- | - | - |
| 646  | 561  | 530  | 598  | - | - |

Elle comptait 530 habitants lors du recensement de 2000.

## Source
- (en) Cet article est partiellement ou en totalité issu de l’article de Wikipédia en anglais intitulé « Uvalda, Georgia » (voir la liste des auteurs).